# Вест Китанинг (Пенсилванија)
Вест Китанинг (енгл. West Kittanning) град је у америчкој савезној држави Пенсилванија.

## Демографија
По попису из 2010. године број становника је 1.175, што је 24 (-2,0%) становника мање него 2000. године.
| Група             | 2000.         | 2010.         |
| Белци             | 1.182 (98,6%) | 1.162 (98,9%) |
| Афроамериканци    | 0 (0,0%)      | 3 (0,3%)      |
| Азијати           | 1 (0,1%)      | 3 (0,3%)      |
| Хиспаноамериканци | 8 (0,7%)      | 3 (0,3%)      |
| Укупно            | 1.199         | 1.175         |